# أوريلي فيدي
أوريلي فيدي (بالفرنسية: Aurélie Védy)‏ مواليد 8 فبراير 1981 في فرنسا، هي لاعبة كرة مضرب فرنسية سابقة بدأت مسيرتها كمحترفة سنة 1998 وكانت تلعب باليد اليسرى، اعتزلت اللعب في 2013. أعلى تصنيف لها في الفردي كان المركز الـ 260 في سنة 2006. أعلى تصنيف لها في الزوجي كان المركز الـ 85 في سنة 2009.

## النهائيات

### الزوجي: 1 (0–1)
| الحصيلة | الرقم | التاريخ     | الدورة                      | الأرضية | الشريك            | المنافس في النهائي                   | النتيجة  |
| ------- | ----- | ----------- | --------------------------- | ------- | ----------------- | ------------------------------------ | -------- |
| الوصافة | 1.    | 8 مايو 2010 | البرتغال المفتوحة، البرتغال | ترابية  | فيتاليا دياتشينكو | أنابيل ميدينا غاريغيس سورانا كريستيا | 1–6, 5–7 |

## روابط خارجية
- أوريلي فيدي على موقع رابطة محترفات التنس (الإنجليزية)
- أوريلي فيدي على موقع الاتحاد الدولي لكرة المضرب (الإنجليزية)
- أوريلي فيدي على موقع خلاصة التنس.كوم (الإنجليزية)